# أداما تراوري (لاعب كرة قدم إسباني)
أداما تراوري ديارا (بالإسبانية: Adama Traoré؛ مواليد 25 يناير 1996) لاعب كرة قدم أسباني يلعب حاليًا لصالح نادي فولهام ومنتخب اسبانيا
ويلعب مع منتخب إسبانيا.
نشأ أداما في أكاديمية لا ماسيا التابعة لنادي برشلونة. مثّل منتخبات أسبانيا تحت 16 و17 و19 سنة.

## مسيرته الكروية

### برشلونة

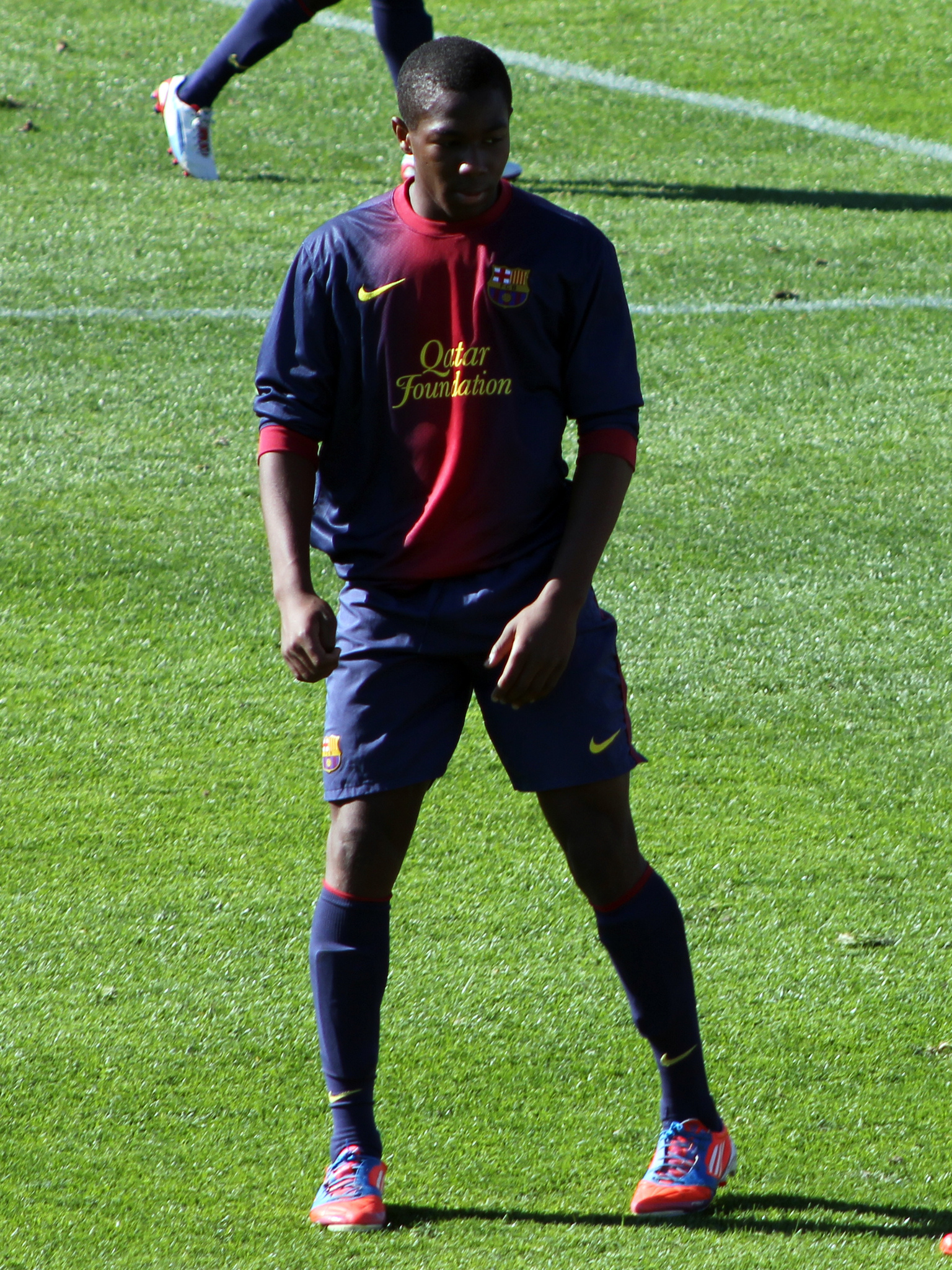
تراوري بقميص نادي برشلونة ب عام 2012

وُلِد تراوري في بلدية لوسبيتاليت دي يوبريغات، برشلونة، كتالونيا، لأبويين ماليين. إنضم إلى فريق الشباب ل‍نادي برشلونة عام 2004 عندما بلغ الثامنة من عمره.
في عام 2013 تمت ترقيته إلى الفريق الثاني للنادي، وظهر لأول مرة في 6 أكتوبر في الهزيمة 0-1 خارج أرضه ضد نادي بونفيرادينا في بطولة الدوري الإسباني الدرجة الثانية.
في 9 نوفمبر 2013، دخل تراوري في الشوط الأول كبديل ولكن تم طرده لتسببه في ركلة جزاء في خسارة 0-3 أمام نادي  ريال جيان على ملعب ميني ستادي.
بعد أسبوعين، لعب أول مباراة له في بطولة الدوري الإسباني في سن 17 فقط، ليحل محل نيمار في وقت متأخر من الفوز على أرضه بنتيجة 4-0 على نادي غرناطة؛ لعب لأول مرة في بطولة أوروبية للأندية وكانت في بطولة دوري أبطال أوروبا في 26 نوفمبر، عندما حل بديلًا لـ سيسك فابريغاس في الدقيقة 82 من الهزيمة 1-2 خارج أرضه أمام نادي أياكس أمستردام في مرحلة المجموعات.
ظهر تراوري أيضًا مع فريق برشلونة تحت 19 عامًا في النسخة الافتتاحية و أول نسخة من بطولة الدوري الأوروبي للشباب، ولعب خمس مباريات وسجل هدفين حيث الفريق بالبطولة. سجل هدفه الرسمي الأول للفريق الأول للـ 'بلوجرانا' في 16 ديسمبر 2014، حيث لعب 16 دقيقة وساهم بهدف في المباراة التي إنتهت بالفوز 8–1 ضد نادي هويسكا على ملعب كامب نو في بطولة كأس الملك.

### أستون فيلا
في 14 أغسطس 2015، انضم تراوري إلى نادي أستون فيلا في صفقة مدتها خمس سنوات مقابل 7 ملايين جنيهات إسترلينية (بلغت القيمة النهائية للصفقة 10 ملايين يورو) والتي قد ترتفع إلى 12 مليون يورو حيث قام نادي برشلونة بإدراج شرط إعادة الشراء لمدة ثلاث سنوات في عقده.
ظهر لأول مرة مع النادي بعد ثمانية أيام ضد نادي كريستال بالاس، وأدت عرضية تراوري إلى هدف عكسي في مرمى المنافس من اللاعب بابي سواري بعد ثماني دقائق من دخوله المباراة كبديل عن اللاعب كارلوس سانشيز مورينو.
سجل هدفه الأول بعد ثلاثة أيام، وهو أول فوز للفريق 5-3 على أرضه على نوتس كاونتي في بطولة كأس الرابطة الإنجليزية.
لعب تراوري كبديل في الشوط الثاني في مباراة خارج أرضه ضد نادي سندرلاند في 2 يناير 2016، ومن هجمة مرتدة قدم تراوري تمريرة حاسمة لمواطنه كارليس جيل الذي سجل هدف التعادل ثم خسر الفريق بنتيجة 3-1. بعد تلك المباراة، تم منع تراوري من اللعب مع الفريق بسبب عدم الانضباط، حيث انتهى الموسم بالهبوط.

### ميدلسبره
في 31 أغسطس 2016، وقع تراوري عقدًا مدته أربع سنوات مع نادي ميدلسبره مقابل رسوم غير معلنة وإنتقل ألبرت أدوماه من ميدلسبره إلى أستون فيلا.
ظهر لأول مرة في 10 سبتمبر 2016 في خسارة 1-2 على أرضه أمام نادي كريستال بالاس، ليحل محل اللاعب كريستيان ستواني في الدقائق التسع الأخيرة؛ خلال موسمه الأول، شارك في 31 مباراة دون تسجيل أي هدف.
لعب تراوري خلال موسم 2017–18، أولاً تحت قيادة غاري مونك ثم توني بوليس، مع وتيرته في بعض الأحيان تسبب في العديد من المشاكل للمدافعين، بما في ذلك الأداء الرائع ضد نادي ليدز يونايتد في 2 مارس 2018 بفوز 3-0.
سجل خمسة أهداف وعشرة تمريرات حاسمة خلال الموسم عندما وصل فريقه إلى التصفيات المؤهلة بطولة الدوري الإنجليزي الممتاز، حيث خرجوا من قبل فريق تراوري السابق أستون فيلا؛ ونتيجة لهذا الموسم، فاز تراوري بجائزة أفضل لاعب في ميدلسبره، وجائزة أفضل لاعب شاب في العام، وجائزة أفضل لاعب في العام.

### وولفرهامبتون واندررز
في 8 أغسطس 2018، انضم تراوري إلى نادي  وولفرهامبتون واندررز في صفقة مدتها خمس سنوات مقابل رسوم غير معلنة، ولكن أعلنت الصحف أن الصفقة بلغت 18 مليون جنيه استرليني.
سجل هدفه الأول للفريق وفي الدوري الإنجليزي الممتاز في 1 سبتمبر - في ظهوره للمباراة ال40 في المسابقة - في فوز 1-0 خارج أرضه على نادي وست هام يونايتد. كانت أول مباراة لتراوري كلاعب أساسي مع النادي في 27 أكتوبر، في هزيمة 0-1 خارج أرضه أمام نادي برايتون.
في 6 أكتوبر 2019، في ظهوره للمباراة الخمسين مع ولفرهامبتون، سجل تراوري الهدفين في الفوز 2-0 خارج أرضه ضد حامل اللقب النادي مانشستر سيتي. سجل هدفه الأول في بطولة للأندية الأوروبية حيث تعادل ولفرهامبتون 3-3 خارج أرضه مع نادي سبورتينغ براغا في دور المجموعات من بطولة الدوري الأوروبي في 28 نوفمبر.
سجل تراوري هدف لفريقه في الهزيمة 1-2 أمام توتنهام هوتسبير على أرضه ملعب مولينيو في الدوري الإنجليزي الممتاز في 15 ديسمبر 2019. فاز بجائزة لاعب الشهر لشهر يناير 2020 مقدمة من رابطة اللاعبين المحترفين بنسبة 45 بالمائة من أصوات المشجعين.
جاء هدف تراوري الأول مع ولفرهامبتون في موسم 2020-21 في فوزهم 1-0 على أرضهم على نادي كريستال بالاس في مباراة في الجولة الثالثة من بطولة كأس الاتحاد الإنجليزي في 8 يناير 2021.
احتل تراوري ظهوره رقم 100 في الدوري الإنجليزي الممتاز مع ولفرهامبتون بهدفه العاشر للنادي في الفوز 2-1 على نادي برايتون على ملعب مولينيو في 9 مايو 2021.

### العودة إلى برشلونة
في 29 يناير 2022، أعلن نادي برشلونة أنهم توصلوا إلى اتفاق مع نادي وولفرهامبتون واندررز لإعادة تراوري مرة أخرى للـ 'بلوجرانا' على سبيل الإعارة، مع عقد حتى 30 يونيو 2022 مع خيار شراء اللاعب بقيمة 30 مليون يورو.

## المسيرة الدولية
في 17 فبراير 2014، أعلن اتحاد مالي لكرة القدم أن أداما وأخاه الأكبر محمد قد قررا تغيير المنتخب الذي يمثلانه إلى منتخب مالي.

## إحصائيات
آخر تحديث 27 أغسطس 2015.
| النادي         | الموسم  | الدوري | الدوري | الكأس | الكأس | كأس الدوري | كأس الدوري | يويفا | يويفا | أخرى | أخرى  | المجموع | المجموع |
| النادي         | الموسم  | ظهور   | أهداف  | ظهور  | أهداف | ظهور       | أهداف      | ظهور  | أهداف | ظهور | أهداف | ظهور    | أهداف   |
| -------------- | ------- | ------ | ------ | ----- | ----- | ---------- | ---------- | ----- | ----- | ---- | ----- | ------- | ------- |
| برشلونة بي     | 2013–14 | 26     | 5      | —     | —     | —          | —          | —     | —     | —    | —     | 26      | 5       |
| برشلونة بي     | 2014–15 | 37     | 3      | —     | —     | —          | —          | —     | —     | —    | —     | 37      | 3       |
| برشلونة بي     | المجموع | 63     | 8      | —     | —     | —          | —          | —     | —     | —    | —     | 63      | 8       |
| برشلونة        | 2013-14 | 1      | 0      | 0     | 0     | 0          | 0          | 1     | 0     | 0    | 0     | 2       | 0       |
| برشلونة        | 2014–15 | 0      | 0      | 2     | 1     | 0          | 0          | 0     | 0     | –    | –     | 2       | 1       |
| برشلونة        | المجموع | 1      | 0      | 2     | 1     | 0          | 0          | 1     | 0     | 0    | 0     | 4       | 1       |
| أستون فيلا     | 2015–16 | 10     | 1      | 0     | 0     | 1          | 1          | –     | –     | 1    | 1     | 2       | 1       |
| أستون فيلا     | المجموع | 10     | 0      | 0     | 0     | 1          | 1          | 0     | 0     | 0    | 0     | 2       | 1       |
| \| ميدلزبره \| | 2016-17 | 63     | 5      | 2     | 0     | 0          | 0          | 0     | 0     | 0    | 0     | 0       | 0       |
| وولفرهامبتون   | 2018-19 | 29     | 1      | 2     | 0     | 0          | 0          | 0     | 0     | 2    | 0     | 0       | 0       |
| وولفرهامبتون   | 2019-20 | 20     | 4      | 0     | 0     | 0          | 0          | 0     | 0     | 0    | 0     | 0       | 0       |
| المجموع        | المجموع | 186    | 19     | 6     | 2     | 1          | 1          | 1     | 0     | 1    | 0     | 69      | 10      |
| ميدلزبره       |         |        |        |       |       |            |            |       |       |      |       |         |         |

1. ↑  كل المشاركات في دوري أبطال أوروبا

## الإنجازات
برشلونة
- كأس ملك إسبانيا: 2014–15
- دوري أبطال أوروبا للشباب: 2013-14[36]

فردية
- دوري الدرجة الثانية الإسباني - فريق السنة: 2013–14

## وصلات خارجية
- أداما عدنان تراوري على موقع الاتحاد الأوربي (الإنجليزية)
- أداما عدنان تراوري على موقع إي إس بي إن إف سي (الإنجليزية)
- أداما عدنان تراوري على موقع قاعدة بيانات كرة القدم.إي يو (الإنجليزية)
- أداما عدنان تراوري على موقع ليكيب (الفرنسية)
- أداما عدنان تراوري على موقع ناشيونال فوتبول تيمز (الإنجليزية)
- أداما عدنان تراوري على موقع Soccerbase.com (لاعب) (الإنجليزية)
- أداما عدنان تراوري على موقع Soccerway.com (الإنجليزية)
- أداما عدنان تراوري على موقع عالم كرة القدم.نت (الإنجليزية)
- أداما عدنان تراوري على موقع كووورة
- أداما عدنان تراوري على موقع AS.com (الإسبانية)